# Yodobashi Kamera
K.K. Yodobashi Kamera (jap. 株式会社ヨドバシカメラ, Kabushiki-gaisha Yodobashi kamera; engl. Yodobashi Camera Co., Ltd.) ist eine japanische Einzelhandelskette, die vor allem Elektronikprodukte verkauft. Sitz des Unternehmens ist Shinjuku in Tokio.

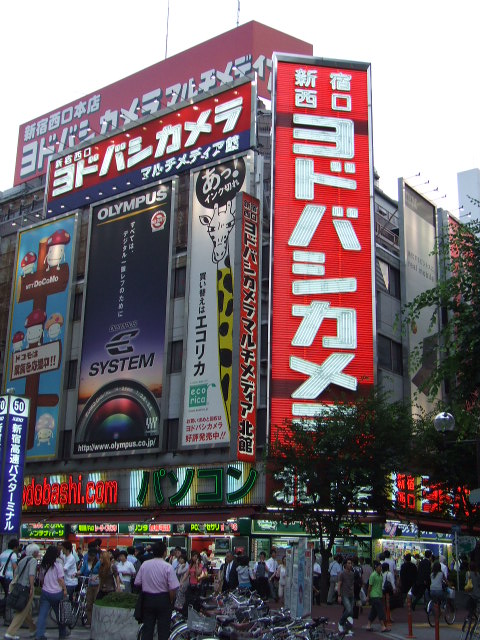
Das Haupthaus am Shinjuku-Westeingang [des Bahnhofs] in Nishi-Shinjuku, dem ehemaligen Yodobashi (Tokio).

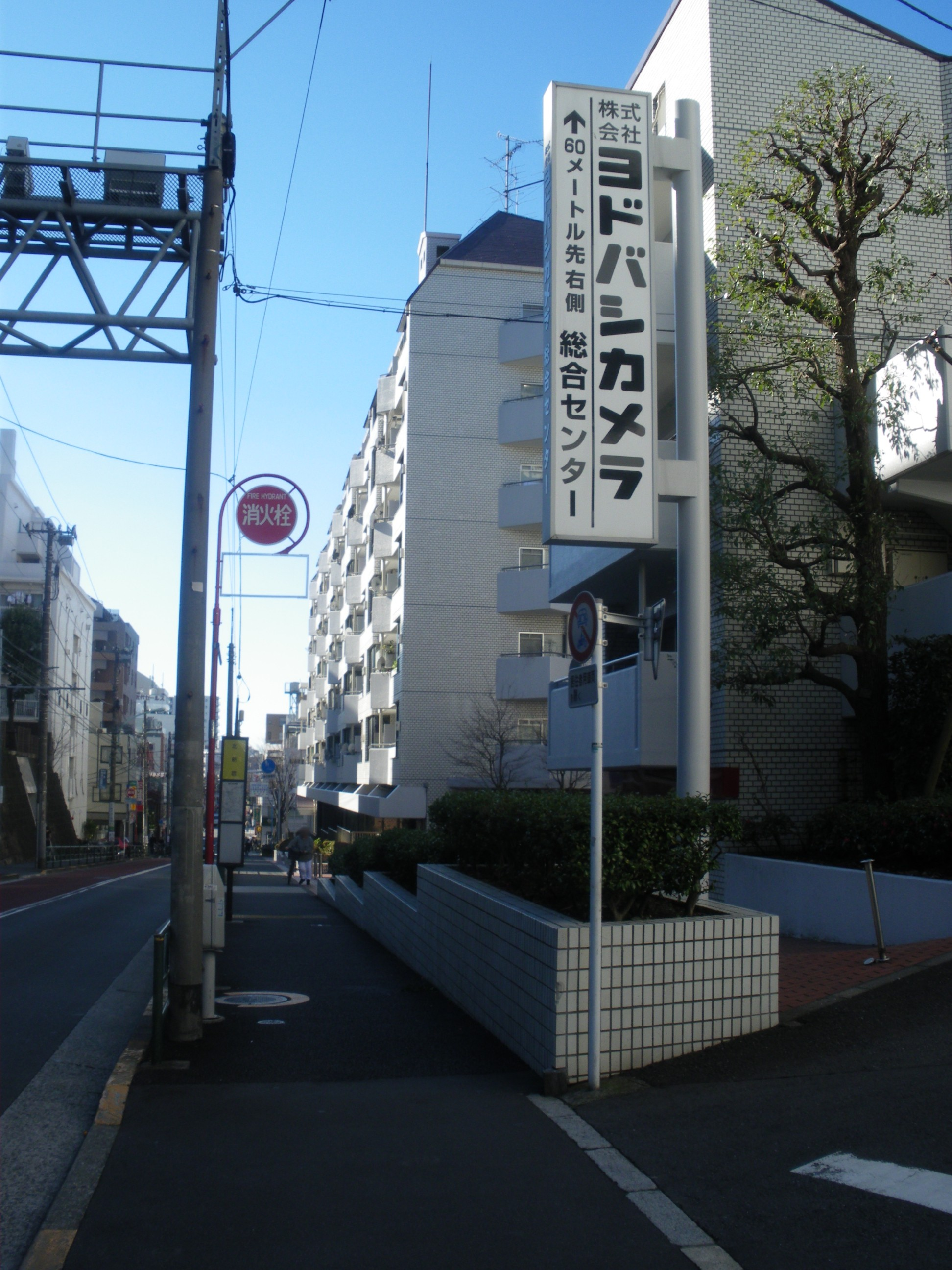
Unternehmenszentrale in Kita-Shinjuku.

Der Umsatz betrug im Geschäftsjahr 2008/2009 701,2 Mrd. Yen, im Oktober 2009 hatte das Unternehmen 4500 Mitarbeiter. Es unterhält acht Filialen in der Präfektur Tokio, vier in der Präfektur Kanagawa sowie acht weitere im übrigen Land. 2008/2009 erwirtschaftete Yodobashi Kamera einen Gewinn von 35,6 Mrd. Yen.
Gegründet wurde Yodobashi Kamera von Terukazu Fujisawa, der 1960 in Shibuya mit dem Verkauf von Kameras und Zubehör begann. 1967 gründete er im Stadtteil Yodobashi die K.K. Yodobashi Shashin Shōkai (株式会社淀橋写真商会), die seit 1974 den Namen Yodobashi Kamera trägt. Das Haupthaus in Shinjuku eröffnete 1975.